# Dorfkirche Grano

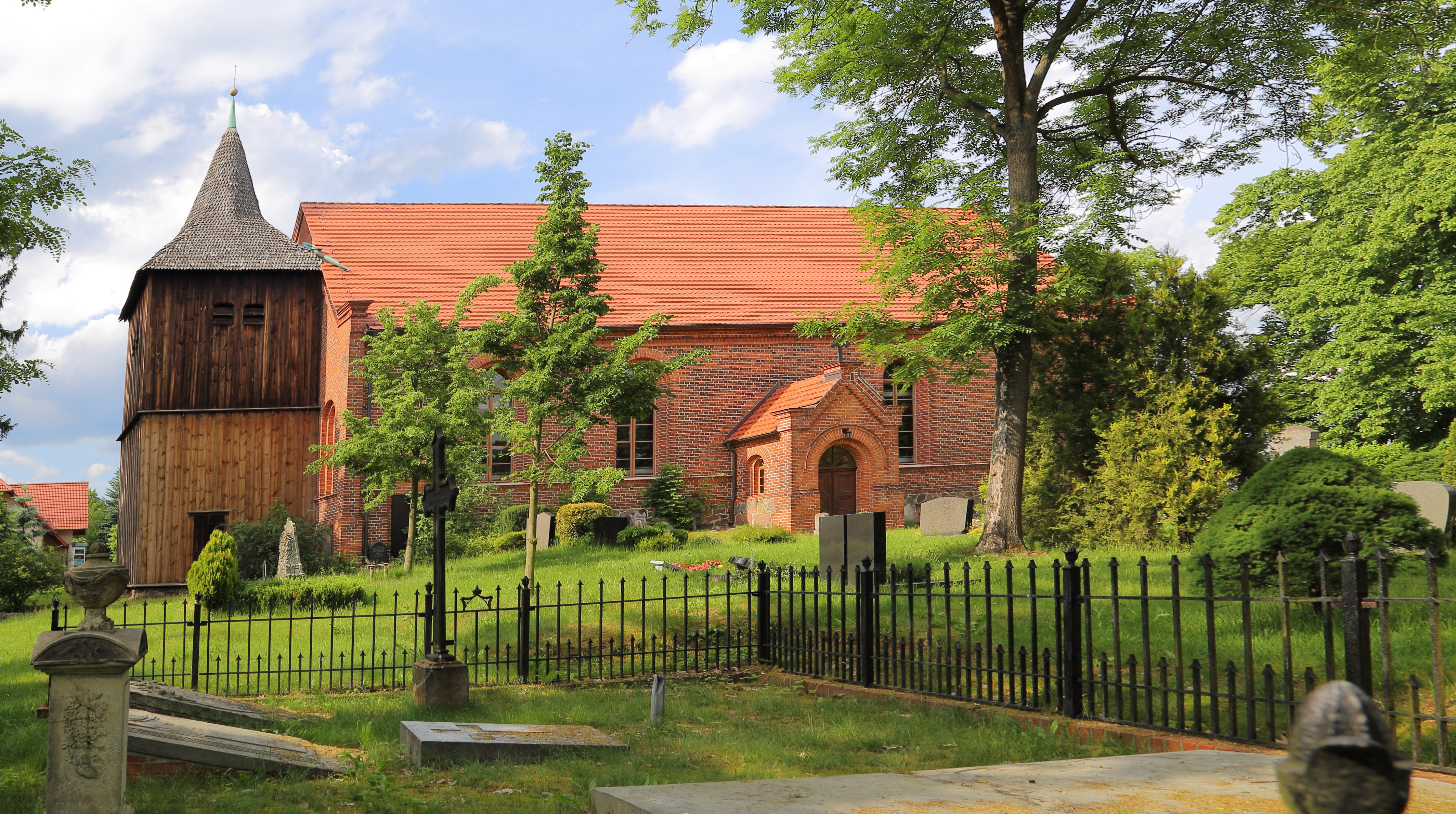
Dorfkirche Grano (2016)

Die Dorfkirche Grano ist das Kirchengebäude im Ortsteil Grano der Gemeinde Schenkendöbern im Landkreis Spree-Neiße in Brandenburg. Es gehört zur Kirchengemeinde Region Guben im Kirchenkreis Cottbus der Evangelischen Kirche Berlin-Brandenburg-schlesische Oberlausitz und ist ein eingetragenes Baudenkmal in der Denkmalliste des Landes Brandenburg.

## Geschichte und Architektur
Bereits in der Kopie des Kirchenverzeichnis des Bistums Meißen von 1495 wird eine Kirche in Grano erwähnt. Im Jahr 1799 wurde ein neues Kirchengebäude zunächst als Fachwerkkirche mit Ziegelausfachung errichtet. Der verbretterte Turm mit Feldsteinsockel stammt noch vom Vorgängerbau und wurde wahrscheinlich im 17. Jahrhundert angebaut. Ab 1854 erfolgte ein tiefgreifender Umbau des Kirchenschiffs in Formen der Berliner Rundbogenarchitektur, der von dem damaligen Dorfpatron Louis Alexander Schmidtsdorff bezahlt wurde. Dabei erfolgte ein Neubau der Umfassungsmauern als Ziegelmauerwerk. Im Jahr 1934 wurden Instandsetzungsarbeiten an der Kirche vorgenommen, die Ausmalung des Innenraumes wurde in den 1950er Jahren umgestaltet. In den Jahren 2008 und 2009 erfolgten Sanierungsarbeiten am Dach und an den Fenstern.
Das Bauwerk ist eine rechteckige Saalkirche mit langgestrecktem Kirchenschiff und Satteldach. Der Westturm hat einen eingezogenen Knickhelm. In den fünf Längsachsen befinden sich hohe Rundbogenfenster, unter diesen liegt ein umlaufendes Gurtgesims. Im Süden ist in der mittleren Achse eine kleine Vorhalle mit rundbogigem Eingangsportal angebaut, deren Dreiecksgiebel mit einem schmiedeeisernen Kreuz bekrönt ist. In der östlichen Achse an der Südwand liegt ein weiterer Eingang, in der Blendnische im Westen befand sich früher vermutlich ebenfalls ein Zugang zum Innenraum. Unterhalb der Traufe ist die Fassade mit Zahnfries besetzt. Die Ecken des Kirchenschiffs sind mit über die Traufe gezogenen Lisenen hervorgehoben. An der Ostwand befinden sich zwei etwas niedrigere Rundbogenfenster und im Giebel zwei weitere Fenster, die durch eine Sohlbank miteinander verbunden sind. Der verbretterte Turm ist mit Holzschindeln eingedeckt. Die Spitze ist mit einem Knauf und einer auf das Jahr 1810 datierten Wetterfahne versehen.
Die Wände und die Flachdecke im Innenraum sind glatt verputzt, der Boden mit Keramikplatten und Ziegelsteinen belegt. Die zweigeschossigen Emporen aus Holz wurden 1854 eingebaut und ziehen sich an der Nord- und Südwand über die gesamte Länge, das untere Emporengeschoss ist auch an der West- und Ostseite umlaufend. Die Stützen der Empore sind bis zu den Unterzügen der Decke hochgezogen und stützen diese mit ab. Unterhalb der Ostempore ist ein Raum als Sakristei abgetrennt. Unter der Westempore liegt ein mit Glaswänden abgetrennter Gemeinderaum.

## Ausstattung
In der Dorfkirche Grano steht ein barocker Kanzelaltar aus dem Jahr 1799; dieser hat einen polygonalen Korb zwischen korinthischen Säulen mit dahinter liegenden Pilastern. Die dahinter liegende Wand ist korbbogig geöffnet, abgeschlossen wird der Altar durch einen gesprengten Giebel. Auf den Feldern des Kanzelkorbs sind Darstellungen der Evangelisten Matthäus, Markus und Lukas aufgemalt. Das Taufbecken aus Holz mit Stuckornamenten stammt aus der Zeit des Kirchenumbaus im Jahr 1854.
Die Orgel auf der Empore besitzt acht Register auf einem Manual und Pedal. Sie wurde 1861 von Friedrich Gast erbaut. Nach einer Sanierung des Instruments zwischen 2020 und 2022 wurde es im September 2022 wieder eingeweiht.